# بنتون
بنتون (به ایتالیایی: Benetton) یا گروه بنتون شرکت پوشاک ایتالیایی است، که دفتر مرکزی آن در شهر ترویزو این کشور قرار دارد. نام این شرکت از خانواده بنتون گرفته شده‌است و در سال ۱۹۶۵ توسط چهار تن از اعضای این خانواده (لوچیانو، جولیانا، گیلبرتو و کارل بنتون) تأسیس شده‌است. گروه بنتون برای اولین بار در شهر بلونو، ایتالیا ثبت شد.
در سال ۱۹۶۵ لوچیانو بنتون،؛ بزرگ‌ترین فرزند خانواده، خرده‌فروشی ۳۰ ساله در ترویزو بود. او لباس‌های رنگی جالبی را در یک فروشگاه دید و ایده و طرح‌های جدیدی در ذهن پروراند. به همین خاطر دوچرخه یکی از برادرهایش را فروخت، تا اولین ماشین بافندگی خود را خریداری نماید. اولین تولید لوچیانو که یک مجموعه کوچک از پُلیور بود، با استقبال خوب فروشگاه‌های محلی منطقه ونتو مواجه شد و خیلی زود از خواهر و دو برادر کوچک‌تر خود، گیبرتو و کارلو خواست، که به او در کارگاه کوچکش بپیوندند. در سال ۱۹۶۵، برای اولین بار، گروه بنتون متولد شد.

## برندهای وابسته و میزان فروش
گروه بنتون، مارک‌های خود را تحت برندهای: رنگ‌های متحد بنتون (به انگلیسی: United Colors of Benetton), زیر رنگ‌های بنتون (به انگلیسی: Undercolors of Benetton), سیسلی (به انگلیسی: Sisley), و پلی لایف(به انگلیسی: Playlife). محصولات این برند نیز شامل لباس زنانه، لباس مردانه، لباس کودکان و لباس زیر است. «گروه بنتون» همچنین محصولاتی مانند عطر و ادکلن، لوازم التحریر، عینک و کیف و چمدان نیز تولید می‌کند. گروه بنتون بیش از ۶۵۰۰ فروشگاه در سراسر دنیا دارد.
رنگ‌های متحد بنتون بزرگسالان، (به انگلیسی: United Colors of Benetton Adult) بیش از ۵۰٪ درصد از فروش سال ۲۰۱۱ بنتون را به خود اختصاص داده بود. ۳۲٪ درصد دیگر از فروش بنتون مربوط به رنگ‌های متحد بنتون کودکان و سیسلی جوانان بود. ۱۶٪ درصد دیگر از فروش بنتون نیز به برند سیسلی متکی بود. ۲٪ درصد باقی‌مانده فروش نیز مربوط به برند پلی‌لایف می‌شود.

## تولید و بازاریابی

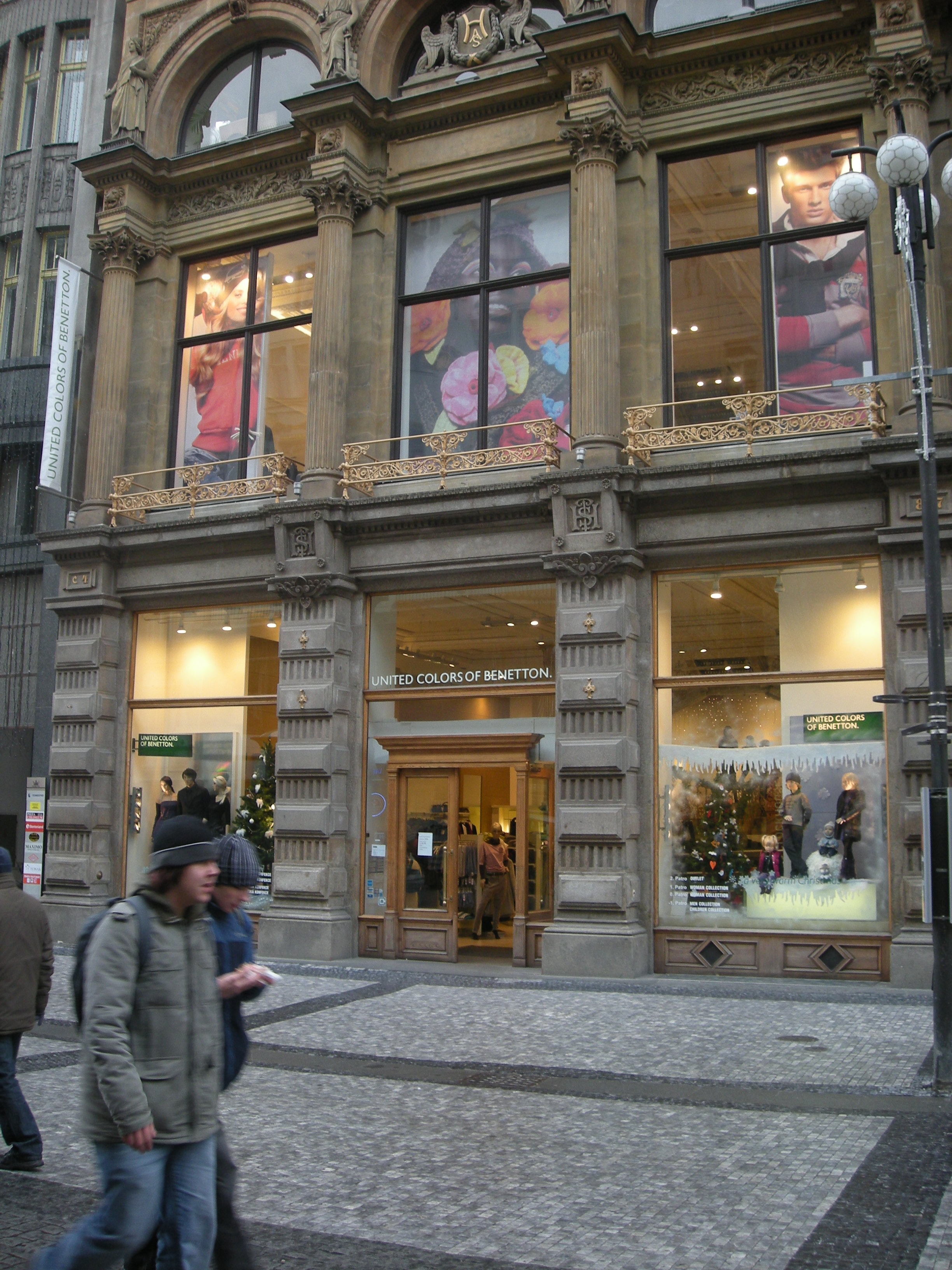
فروشگاه گروه بنتون در پراگ، چک

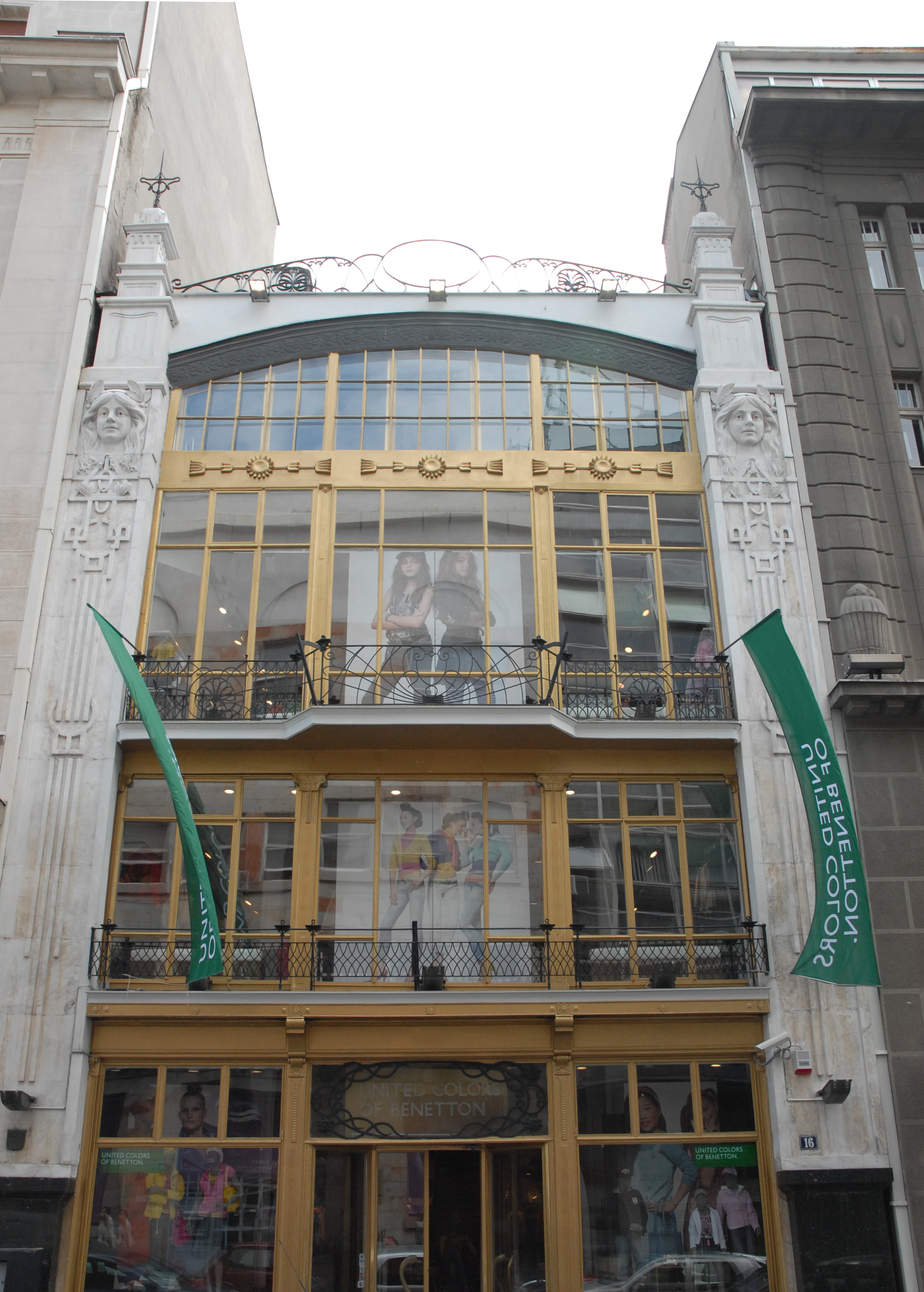
فروشگاه گروه بنتون در بلگراد،صربستان

گروه بنتون بیش از ۹٫۵۰۰ کارمند دارد. بنتون فعالیت‌های خود را در منطقه شمال ایتالیا و در حوزه نزدیک به ترویزو گسترش داده است.بنگلادش نیز یکی از بزرگ‌ترین کشورهای تولیدکننده محصولات بنتون می‌باشد، که محصولات با کیفیت و براساس زمان‌بندی دقیق این برند را تولید می‌کند. گروه بنتون به دلیل حمایت از گروه‌های ورزشی و همین‌طور کمپین رنگ‌های متحد (به انگلیسی: United Colors) شهرت دارد. پس از مدتی عکاس مطرح اولیویر توسکانی، مسئولیت تام تبلیغات این شرکت را بر عهده گرفت. در زمان مسئولیت توسکانی، تبلیغاتی در رابطه با بنتون منتشر شد که عملاً با محصولات این شرکت ارتباطی نداشت.
این تبلیغات که در بیلبوردهای خیابانی نمایش داده می‌شدند، عموماً سوژه‌های جنجالی را دنبال می‌کردند. یکی از این بیلبوردها تصویر تخت یک مرد در حال مرگ (دیوید کیربی، فعال مبارزه با ایدز) در اثر ایدز را به نمایش گذارده بود. یکی دیگر از تبلیغات بحث‌برانگیز بنتون در آن دوره، کودک تازه متولد شده‌ای که هنوز از بند ناف جدا نشده بود را، به نمایش می‌گذارد، این تصویر تأثیرگذار جنجال رسانه‌ای بسیاری به پا کرده بود. در سال ۱۹۹۱ که این کمپین‌های تبلیغاتی منتشر شدند، بیش از ۸۰۰ شکایت به سازمان استاندارد تبلیغات بریتانیا در رابطه با انتشار تصاویر این کمپین‌ها ثبت شد. در همان سال، نام تبلیغات بنتون به عنوان جنجالی‌ترین تبلیغات در کتاب رکوردهای گینس ثبت گردید.
دیگر تبلیغات جنجالی شامل معاشقه اسب سیاه نر، با یک مادیان سفید بود، تتو اچ‌آی‌وی مثبت بر روی بدن زنان و مردان، قبرستانی با سنگ‌های مرتب قرار گرفته در کنار هم، یک کولاژ از اندام تناسلی انسان‌ها از نژادهای مختلف، یک کشیش و یک راهبه در حال بوسیدن یکدیگر، تصاویری از زندانیان در صفوف مرگ، یک صندلی الکتریکی، یک پسر با موهایی شبیه به شاخ‌های شیطان، سه قلب به رنگ‌های سیاه، سفید و زرد که در آن‌ها نوشته شده بود، یک تی‌شرت و شلوار خونی از یک سرباز در جنگ صربستان (منتشر شده در فوریه ۱۹۹۴) از دیگر تبلیغات جنجالی بنتون بودند. اکثر تبلیغات بنتون با پس‌زمینه سفید رنگ منتشر شدند و عموماً تنها نوشته در تبلیغات لوگوی گروه بنتون بود.

### کمپین تبلیغاتی ۲۰۱۱
در پاییز سال ۲۰۱۱، بنتون کمپین جدید تبلیغاتی خود را راه‌اندازی کرد و به نمایش گذارد. این کمپین از تمام سیاست‌مداران و مردم جهان می‌خواست که از فرهنگ نفرت دور شوند، این کمپین با همکاری
بنیاد آن‌هیت(به انگلیسی: Unhate Foundation) راه اندازی شده بود. این کمپین به عنوان استراتژی شرکت برای اثبات مسئولیت اجتماعی راه اندازی شد و مسئولین کمپین گفته‌اند منظور از آن زیبایی نبوده‌است. بنتون قصد داشت با این کمپین تبلیغاتی خود فرهنگ جدیدی در زمینه دوری از نفرت پایه‌گذاری کند. مرکز تحقیقاتی ارتباط بنتون، فابریکا، با همکاری ۷۲اندسانی، مجموعه تبلیغات آن‌هیت را طراحی و منتشر کرد. براساس آنچه مسئولین بنتون اعلام کردند، این تصاویر با مضمون مصالحه، با وجودی که ترکیبی از تصاویر شوخی مآبانه و محرک هستند، تلاش دارند تا نشان دهند که چگونه سیاست‌ها، باورها و دیدگاه‌ها، حتی زمانی که در مقابل و مخالفت با یکدیگر قرار دارند، باید به گفتگو، میانجی‌گری و دوستی ختم شوند. تبلیغات ۷۲اندسانی، رنگ‌های متحد بنتون را مجدداً به سوی تبلیغات و نگاه پیشین خود مربوط به فرهنگ‌سازی بازگرداند و یک پیغام مشخص مبنی بر تحمل یکدیگر و دوری از نفرت را به ساده‌ترین شکل ممکن بیان کرد. نفرت و عشق عموماً در یک تعادل ظریف و شکننده قرار دارند و این کمپین سعی دارد نگاه‌ها را به یک سوی این تعادل رهنمون کند.
این تصاویر که حاوی بوسیدن چهره‌های مختلف سیاسی و مذهبی بود، جنجال زیادی را به راه انداخت. یکی از این تصاویر، چهره باراک اوباما، رئیس جمهوری ایالات متحده در حال بوسیدن هوگو چاوز، رئیس جمهور پیشین ونزوئلا بود. در ۱۷ نوامبر ۲۰۱۱، کلیسای واتیکان به صورت رسمی اعلام کرد، که در صورتی که بنتون به انتشار این تصاویر ادامه دهد، از این شرکت شکایت خواهد کرد. این اعتراض کلیسای واتیکان در پی آن صورت گرفت، که در یکی از تبلیغات منتشر شده بنتون، تصویر پاپ بندیکت شانزدهم، رهبر پیشین کاتولیک‌های جهان، در حال بوسیدن احمد الطیب، امام مسجد الازهر مصر را به نمایش گذاشته بود. بنتون اما در جواب کلیسا این گونه پاسخ داد: "ما اعلام کردیم که این کمپین انحصارا برای برچیدن نفرت در تمام ابعاد و شکل‌های آن راه اندازی شده است." یکی از سخنگویان گروه بنتون نیز در همین رابطه گفته بود: "ما متاسفیم از آن جهت که تصویر بوسیدن پاپ و امام الازهر، باعث جریحه‌دار شدن احساسات مؤمنین شده‌است. به همین دلیل ما تصمیم گرفتیم که به سرعت واکنش نشان دهیم و این تصاویر را از تمامی بیلبوردهای خود حذف کنیم.

## ورزش و حمایت‌های مالی

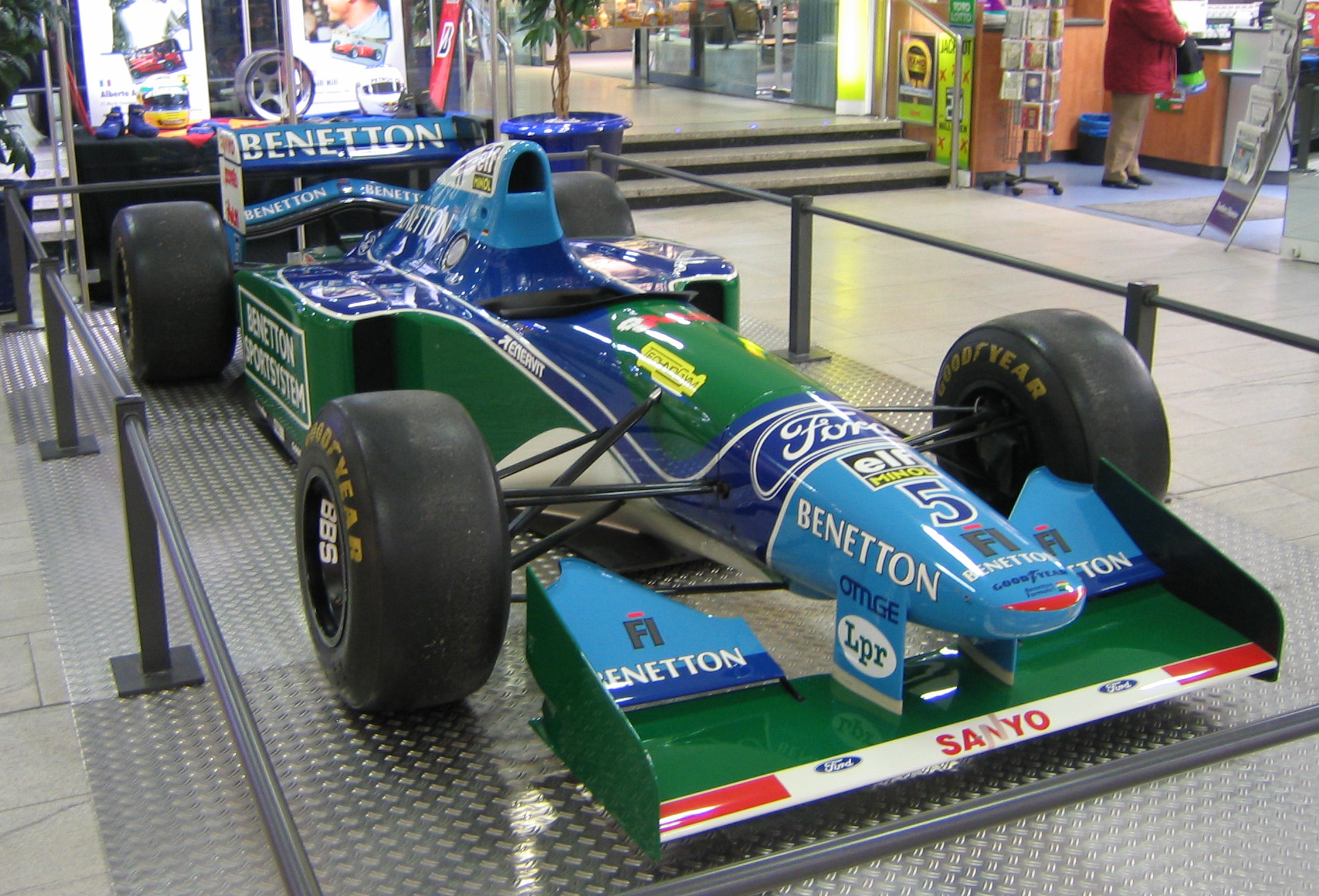
خودرو مایکل شوماخر در سال ۱۹۹۴

گروه بنتون از سال ۱۹۸۳ با حمایت از تایرل (به انگلیسی: Tyrrell) وارد مسابقات فرمول یک شد. یک سال پس از آن نیز با حمایت از شرکت خودروسازی آلفا رومئو گستره فعالت خود را در زمینه فرمول یک افزایش داد. این همکاری ادامه داشت تا سال ۱۹۸۵، بنتون از آلفا رومئو در کنار تولمن حمایت کرد. در سال ۱۹۸۵، گروه بنتون، مؤسسه فرمولا بنتون (به انگلیسی: Benetton Formula Ltd) را راه اندازی کرد. این تصمیم در پی فروش تولمن و اسپریت (به انگلیسی: Spirit) به خانواده بنتون اتخاذ شد. این تیم بهترین روزهای خود را در دوره فلاویو بریتوله ایتالیایی در سال‌های ۱۹۹۰ تا ۱۹۹۷ تجربه کرد.
مایکل شوماخر راننده به نام فرمول یک، اولین رقابت‌های خود را در سال‌های ۱۹۹۴ و ۱۹۹۵ با این تیم برنده شد. در سال ۱۹۹۵ نیز این تیم برای اولین بار عنوان پرافتخارترین تیم سال را کسب کرد. این تیم از سال ۱۹۹۶ این تیم تحت یک مجوز ایتالیایی در حومه آکسفورد در انگلستان به کار خود ادامه داد. این تیم در سال ۲۰۰۰ توسط شرکت فرانسوی رنو خریداری شد و در سال ۲۰۰۲ به رنو در فرمول یک تغییر نام داد. در سال ۱۹۷۹ گروه بنتون با حمایت از تیم محلی راگبی ترویز، وارد این رشته ورزشی شد. در سال‌های بعد از آن بود که تیم راگبی بنتون، به یکی از قدرت‌های راگبی در ایتالیا تبدیل شد و بازیکنان بسیاری را راهی تیم ملی این کشور کرد. علاوه بر این موارد، بنتون حامی تیم‌های بسکتبال ترویز و والیبال ترویز برای سال‌های متمادی بوده‌است.

## انتقادات
مؤسسه ماپوچه از شرکت بنتون به دلیل خرید بخشی از زمین‌های سنتی از اقوام در پاتاگونیا شکایت کرد. خانواده Curiñanco-Nahuelquir در سال ۲۰۰۲ به دلیل تصاحب گروه بنتون بر زمین‌هایشان از این زمین‌ها خارج شدند. این زمین‌ها بعداً در سال ۲۰۰۷ به این خانواده بازگردانده شد. شرکت بنتون پس از این واقعه بیانیه عذرخواهی در پاتاکونیا منتشر کرد. بنتون به دلیل تلاش برای استفاده از سامانهٔ بازشناسی با امواج رادیویی در لباس‌های خود مورد انتقاد شدید قرار گرفت. یک مرکز تحقیقاتی نیز مدعی شد که با استفاده از این سیستم بنتون امکان کنترل افرادی که لباس‌های این برند را می‌پوشند و پیگیری محل آن‌ها را خواهد داشت. این طرح به دلیل حمایت از حقوق مشتریان مورد پژوهش بیشتر قرار گرفت و از سوی بنتون کنار گذاشته شد. این اطلاعات همچنان بر روی وب‌سایت شرکت بنتون در دسترس است.
بنیاد مردمی رعایت اصول اخلاقی در برابر حیوانات کمپین تحریمی علیه بنتون به راه انداختند. دلیل راه اندازی این کمپین، آنطور که در منشور آن منتشر شده‌است، خریداری پشم از برخی مزرعه داران بود که حقوق حیوانات را رعایت نمی‌کردند. پس از این بود که بنتون در توافقی با بنیاد مردمی رعایت اصول اخلاقی در برابر حیوانات و اتحادیه پشم استرالیا، تلاش بسیاری برای جلوگیری از خرید پشم از این مزرعه داران کرد. بیانیه بنتون در رابطه با این تصمیم نیز بر روی وبسایت این کمپانی موجود است. در ۲۴ آوریل ۲۰۱۳، یک ساختمان در داکا فروریخت، این ساختمان متعلق به یکی از کارخانه‌های بنتون بود و باعث مرگ بیش از ۶۵۰ نفر شد. بنتون ابتدا فعالیت در این ساختمان را نفی کرد، اما پس از مدتی مدارک و لباس‌های بنتون در این ساختمان کشف شد.

## فعالیت در ایران و پلمپ فروشگاه‌ها

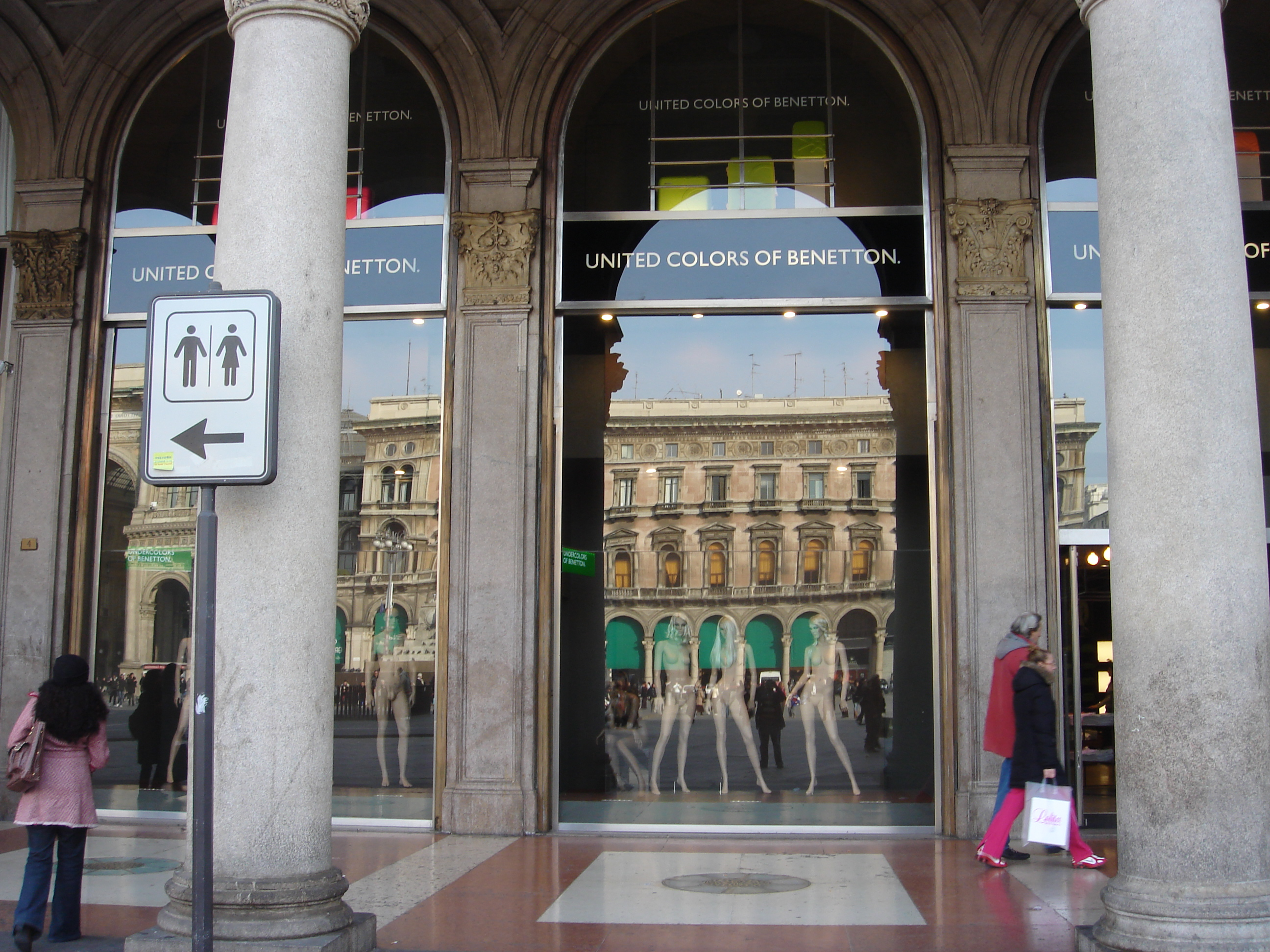
یکی از شعبات بنتون در میلان

بنتون فعالیت خود را به دعوت مقامات وزارت امور خارجه دولت محمد خاتمی در سال‌های اول دولت وی در ایران آغاز کرد. این شرکت ضمن بستن قرار داد با برخی تجار ایرانی شعبات خود را در تهران و سایر شهرهای بزرگ ایران گسترش داد. با روی کار آمدن مجدد محافظه کاران در ایران و آغاز تنش‌هایی در سایت داخلی و خارجی ایران، فعالیت این شرکت با چالش‌هایی مواجه شد. در پی دعوت از مدیریت این شرکت برای سفر به ایران، ستاد مبارزه با قاچاق کالا و ارز، سپس روزنامه ایران که زیر نظر دولت احمدی نژاد فعالیت می‌کرد تبلیغات گسترده‌ای را علیه این شرکت در ایران ساماندهی کرد. روزنامه ایران مدعی شد که این فروشگاه متعلق به صهیونیست‌هاست و در مطلبی این‌چنین نوشت: "صهیونیست میلیاردر در کشورمان چه می‌کند؟"
همزمان فعالیت‌های گسترده‌ای توسط رسانه‌های محافظه کار همچون طومارنویسی و پخش اعلامیه در نمازهای جمعه صورت گرفت و رئیس مجلس هفتم (حداد عادل) نیز خواستار برخورد با این شرکت شد. رسانه‌های دولتی ابتدا محمد باقر قالیباف (شهردار وقت تهران) را متهم به دعوت از وی می‌کردند، اما پس از چندی روشن شد، که دعوت کننده بنتون، سفارت ایران بوده‌است. گرچه رسانه‌های دولتی سندی برای ادعاهای خود مطرح نکردند، اما برخی رسانه‌ها نوشتند که وی نه تنها وابسته به صهیونیست‌ها نیست، بلکه مورد غضب آنان نیز قرار گرفته‌است. سخنگوی بنتون نیز در مصاحبه با خبرگزاری‌های ایرانی تأکید کرد، که مدیر شرکت، کاتولیک است!
عده‌ای از نمایندگان مجلس شورای اسلامی، طرحی را برای بستن فروشگاه‌های خارجی عرضه‌کننده لباس، مطرح کردند، که با بازتاب‌های منفی گسترده در جامعه مواجه شده و در نتیجه پیگیری نشد. یک‌سال بعد، در پی آغاز تهاجم اسرائیل به غزه، شعبه مرکزی این فروشگاه در تهران دچار حریق شد و یک روز بعد پلیس ایران تمامی شعب این شرکت در تهران را به ادعای وابستگی آن به صهیونیسم پلمپ کرد. بنتون پیش از پلمپ در حال ایجاد دو شعبه بزرگ دیگر در تهران بود.

## نگارخانه

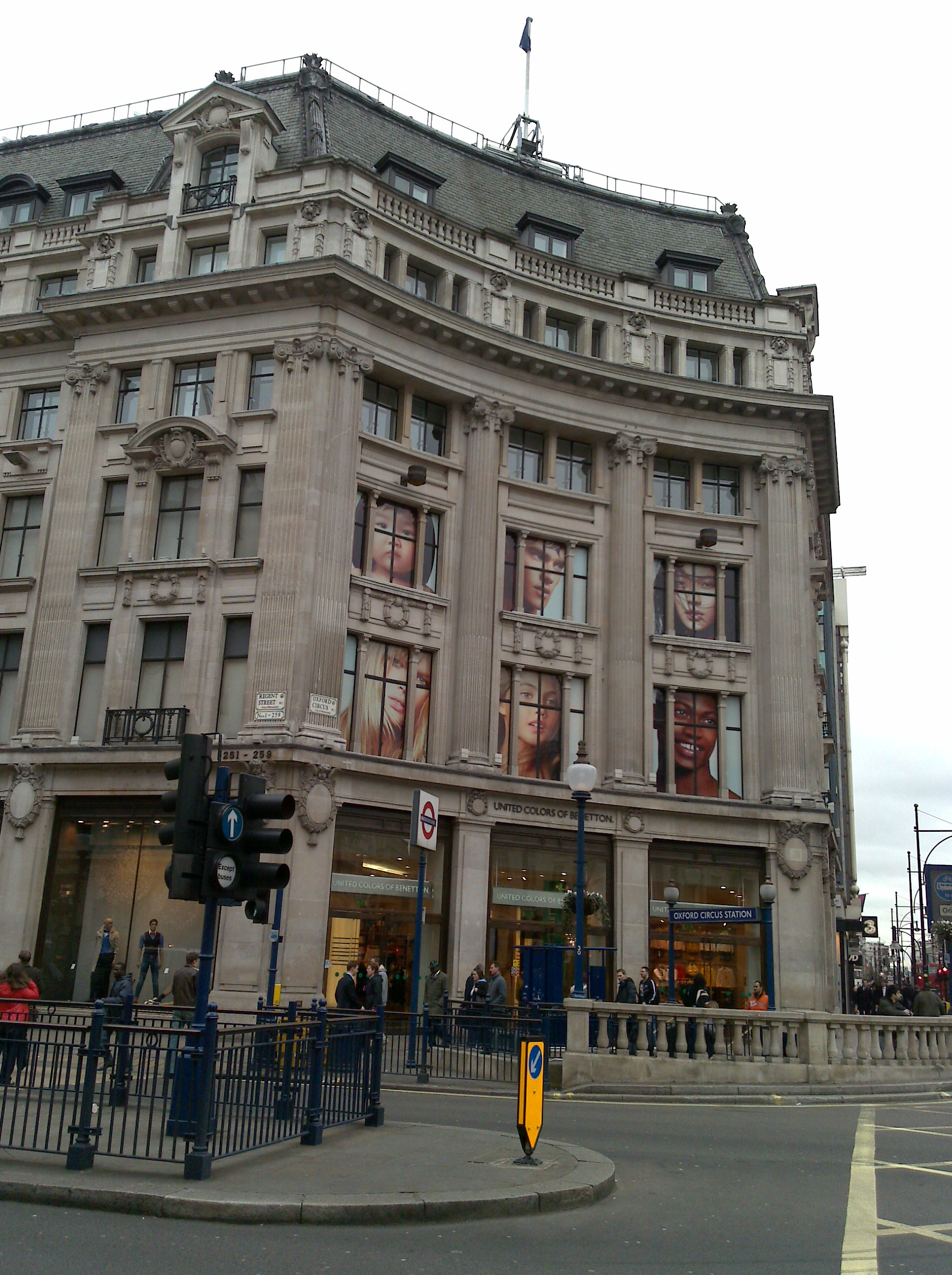
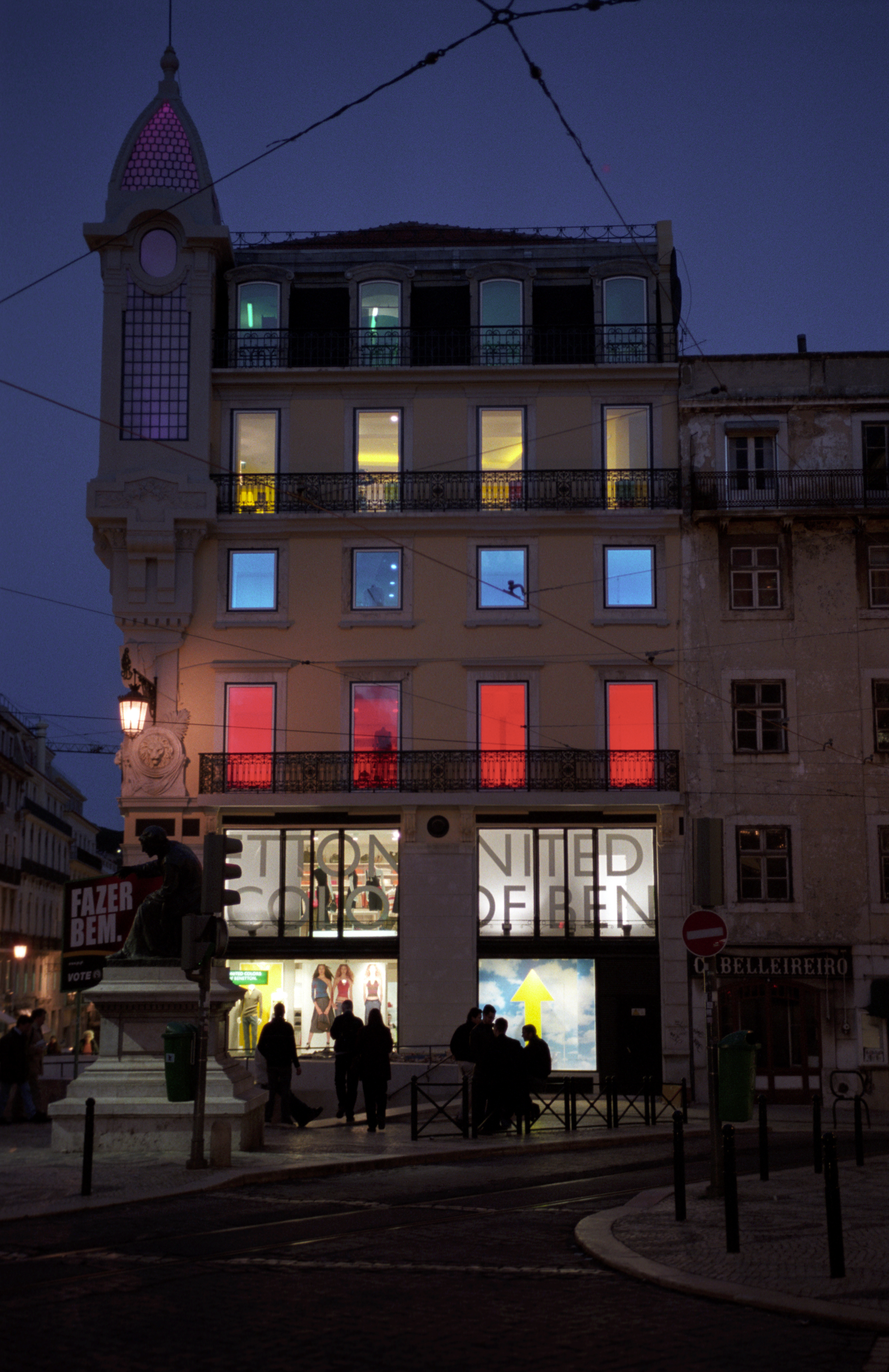
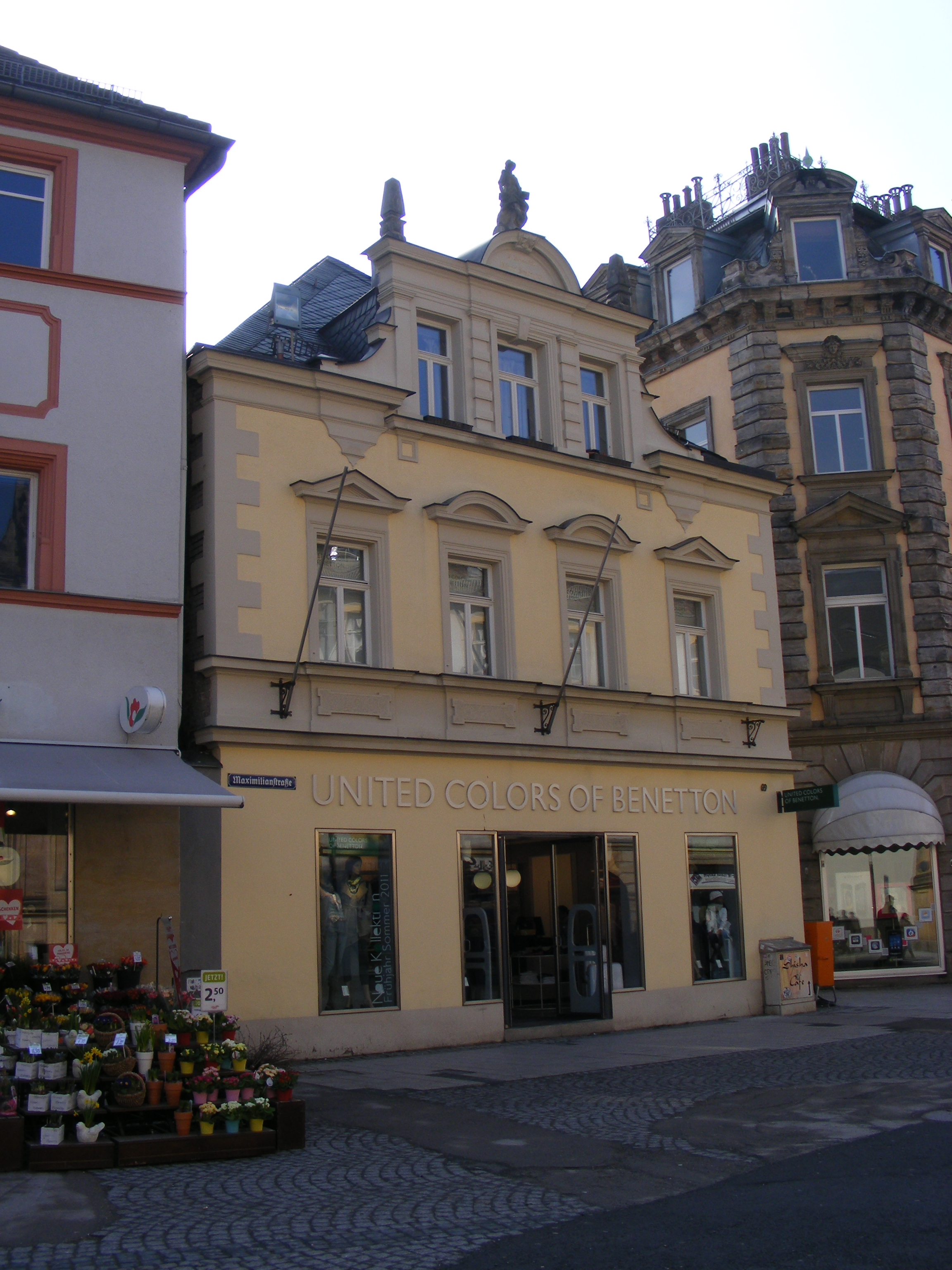
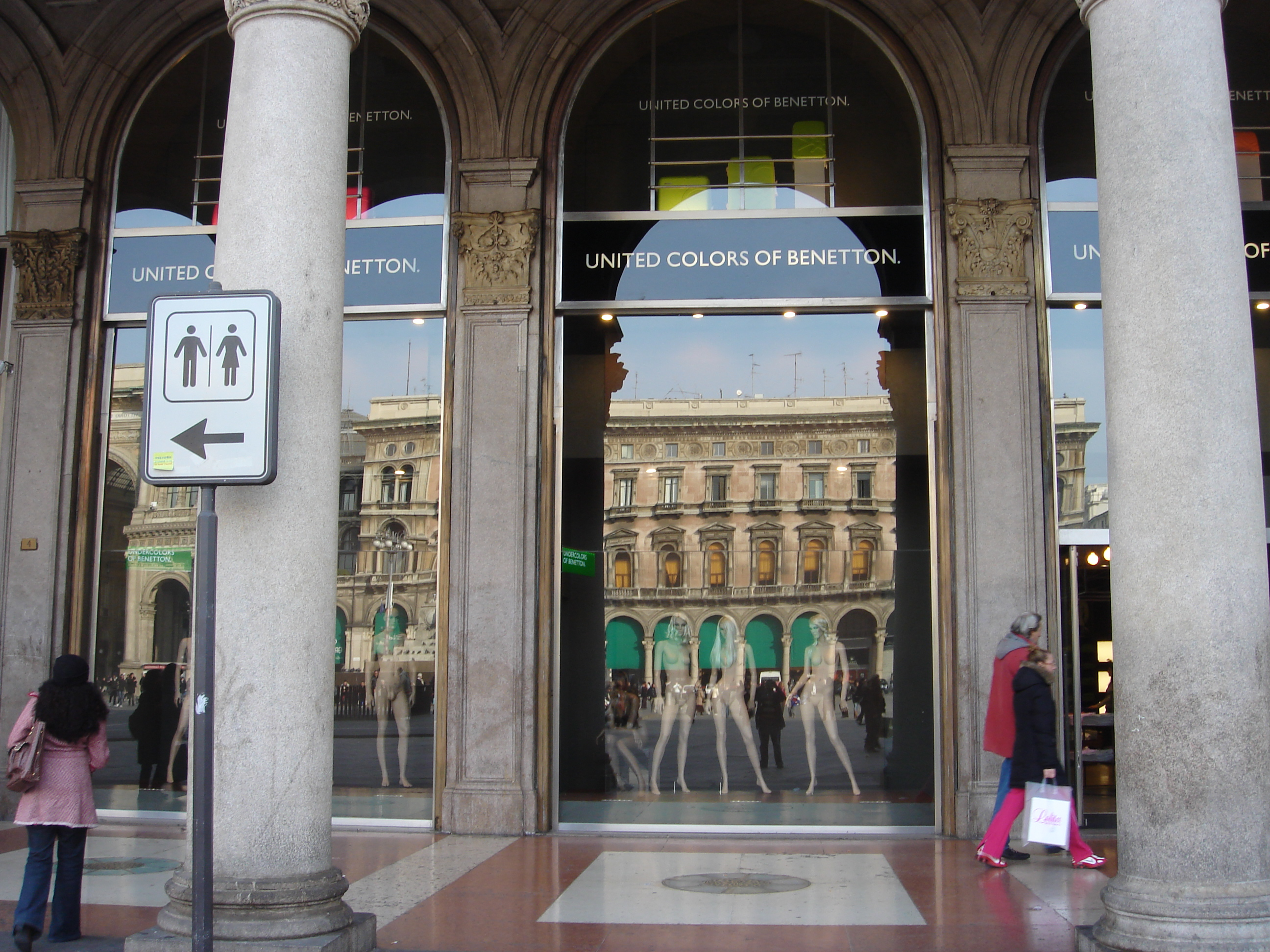
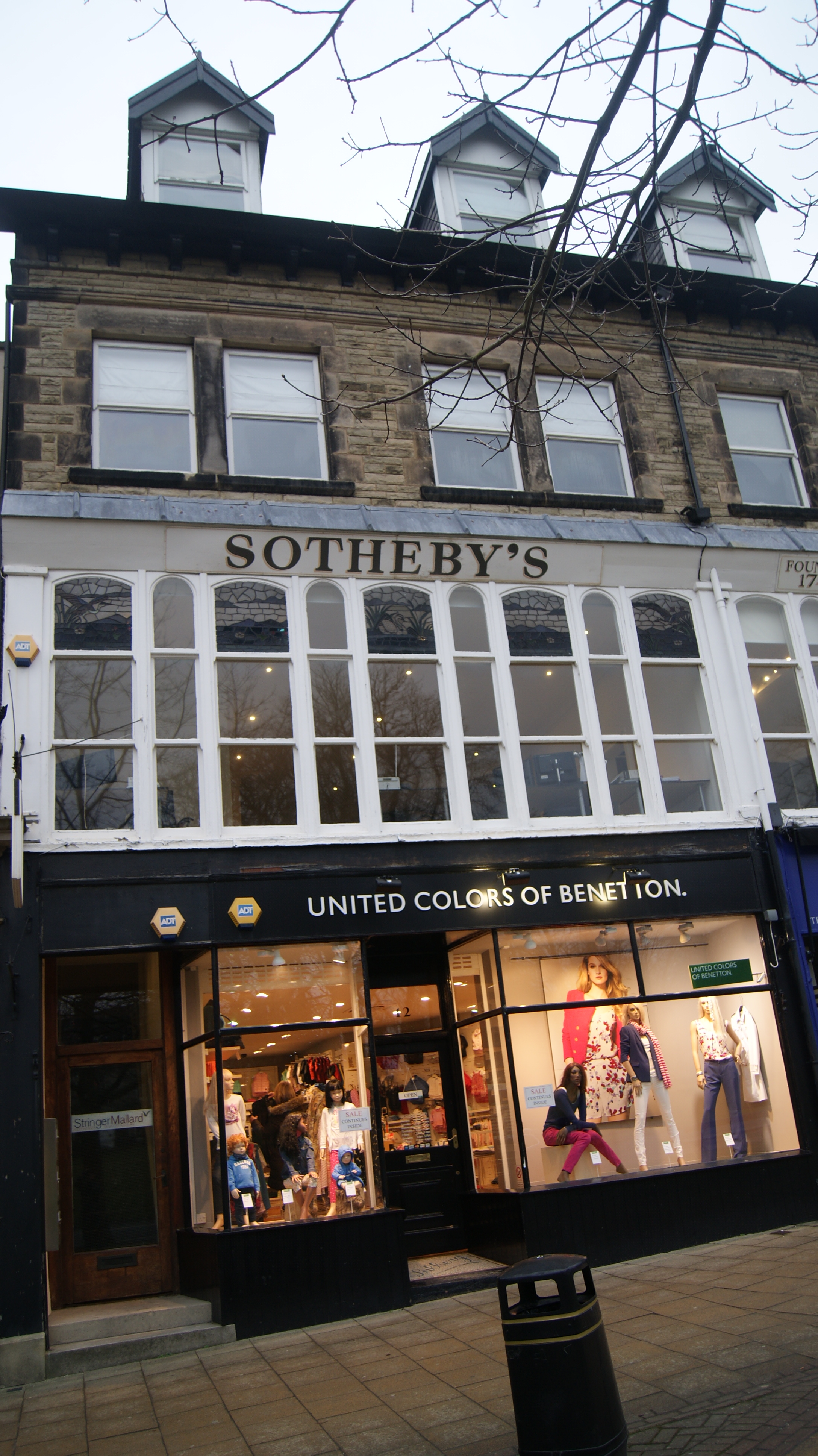
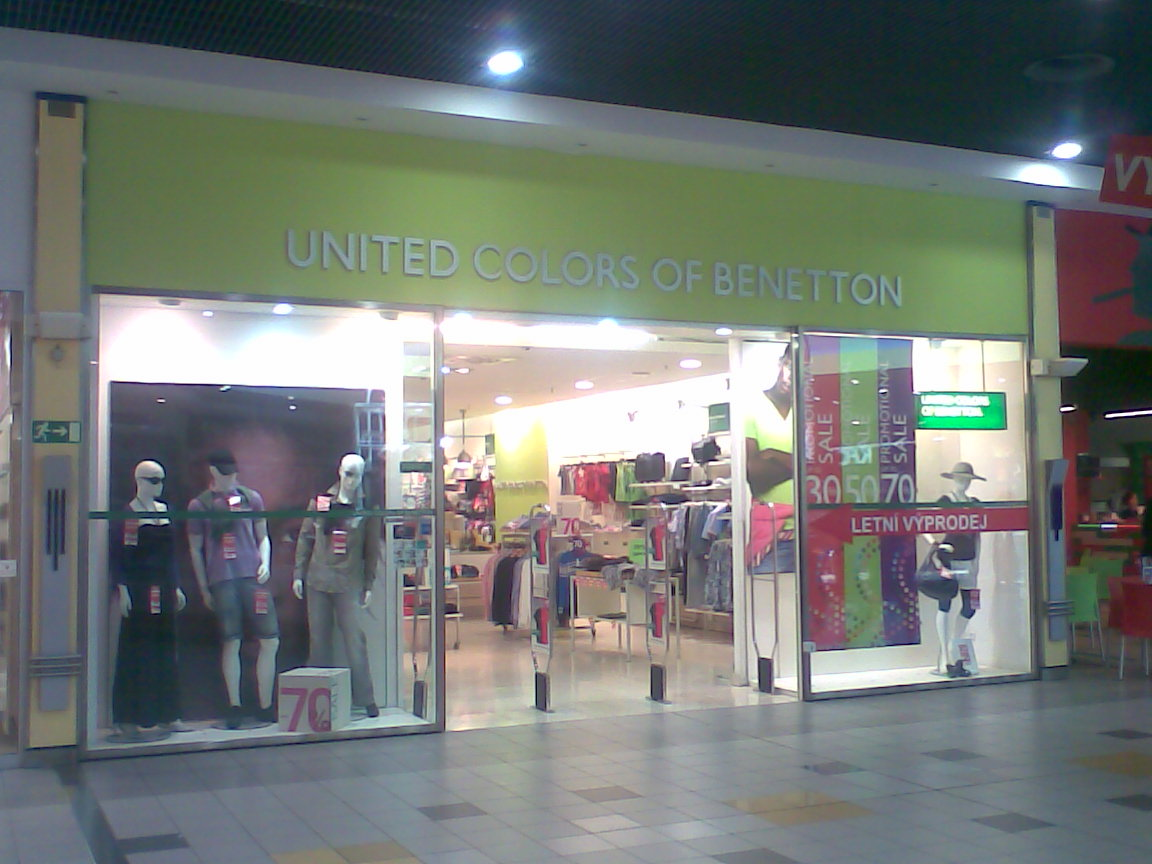
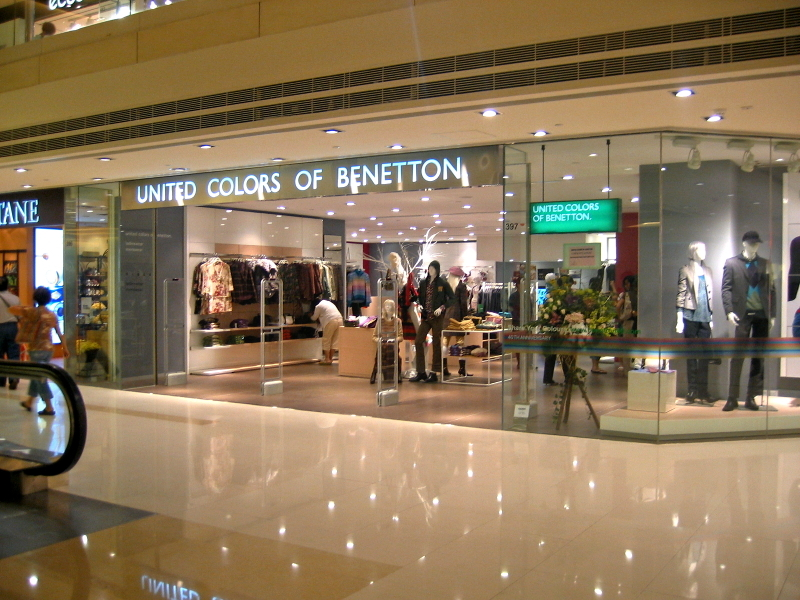
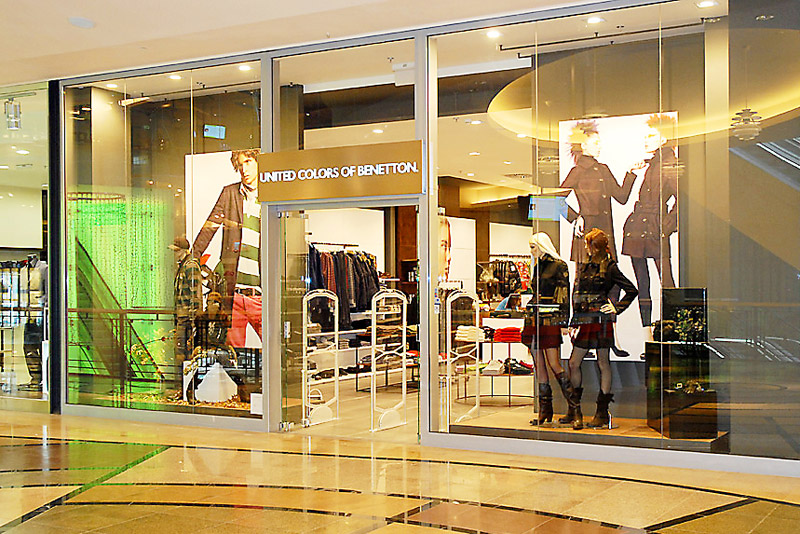
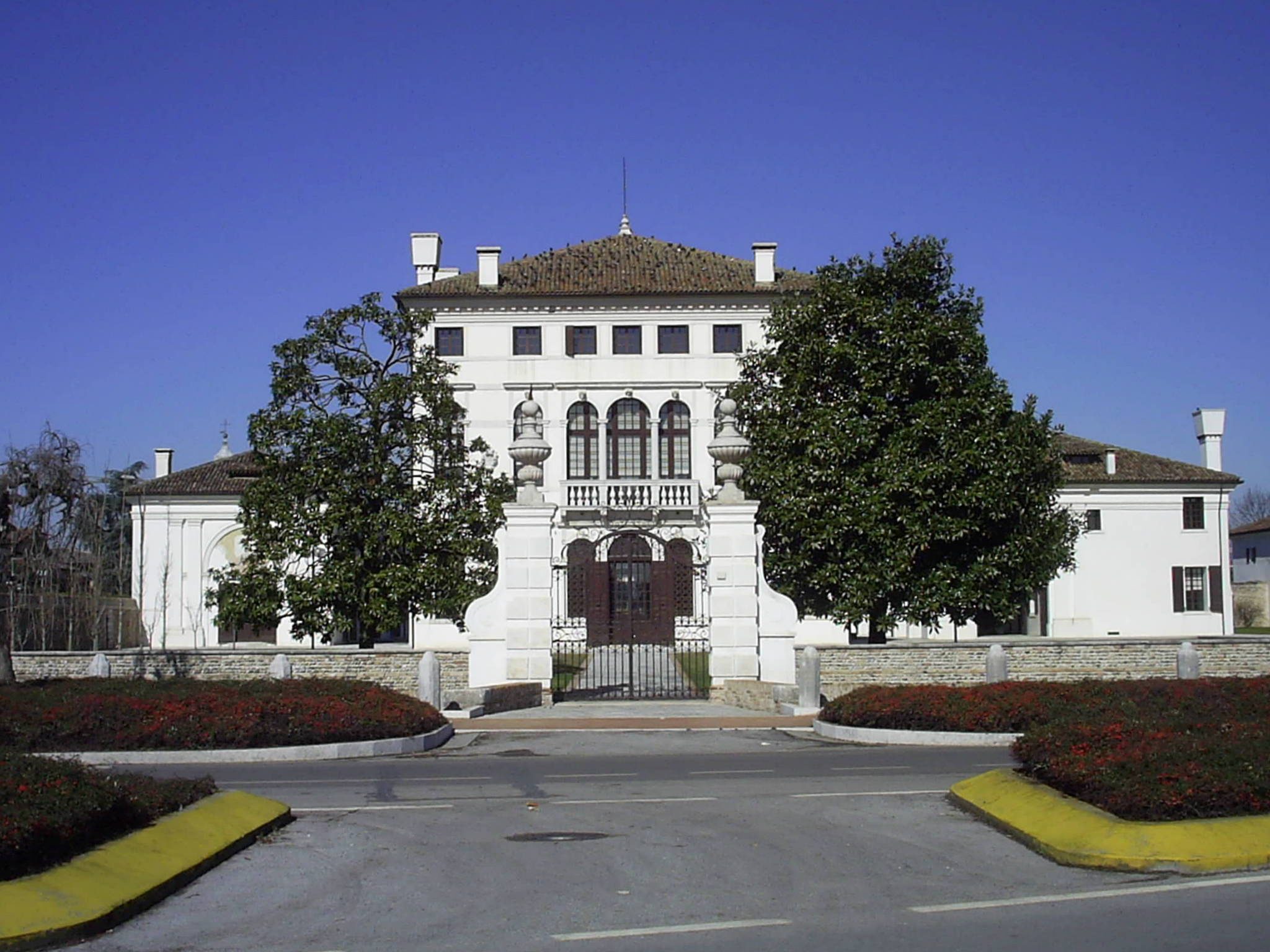
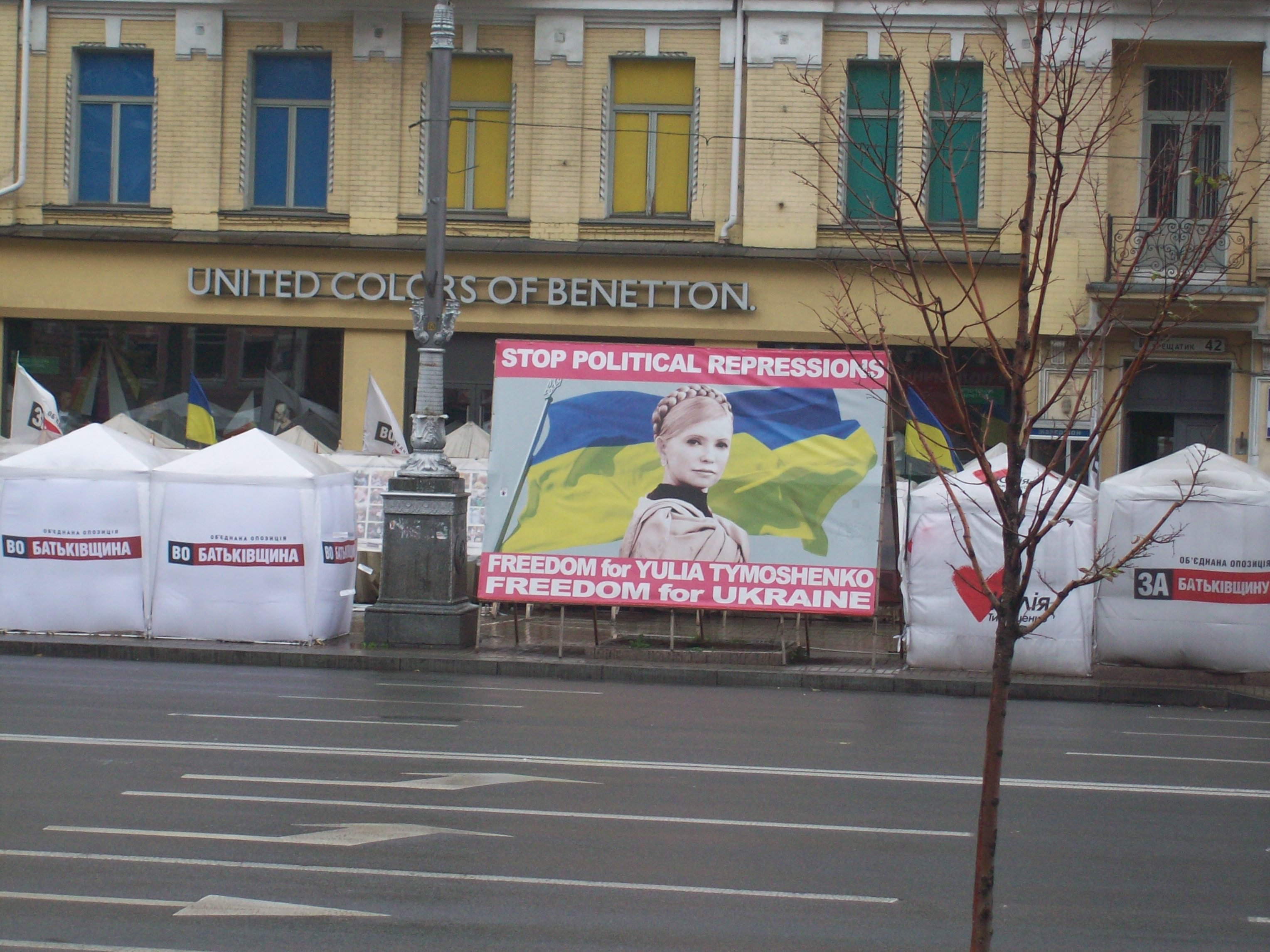
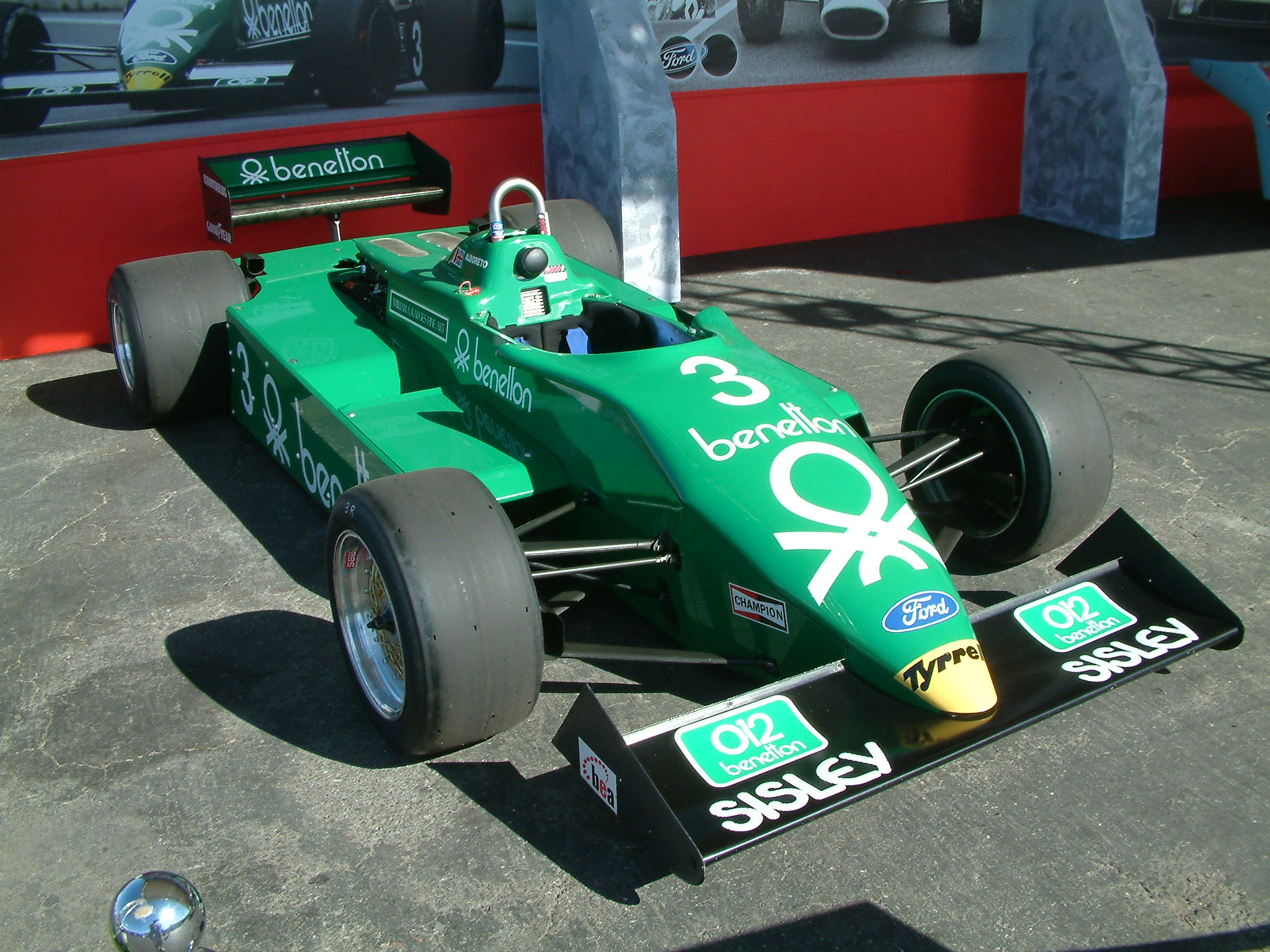
خودرو تایرل در سال ۱۹۸۳
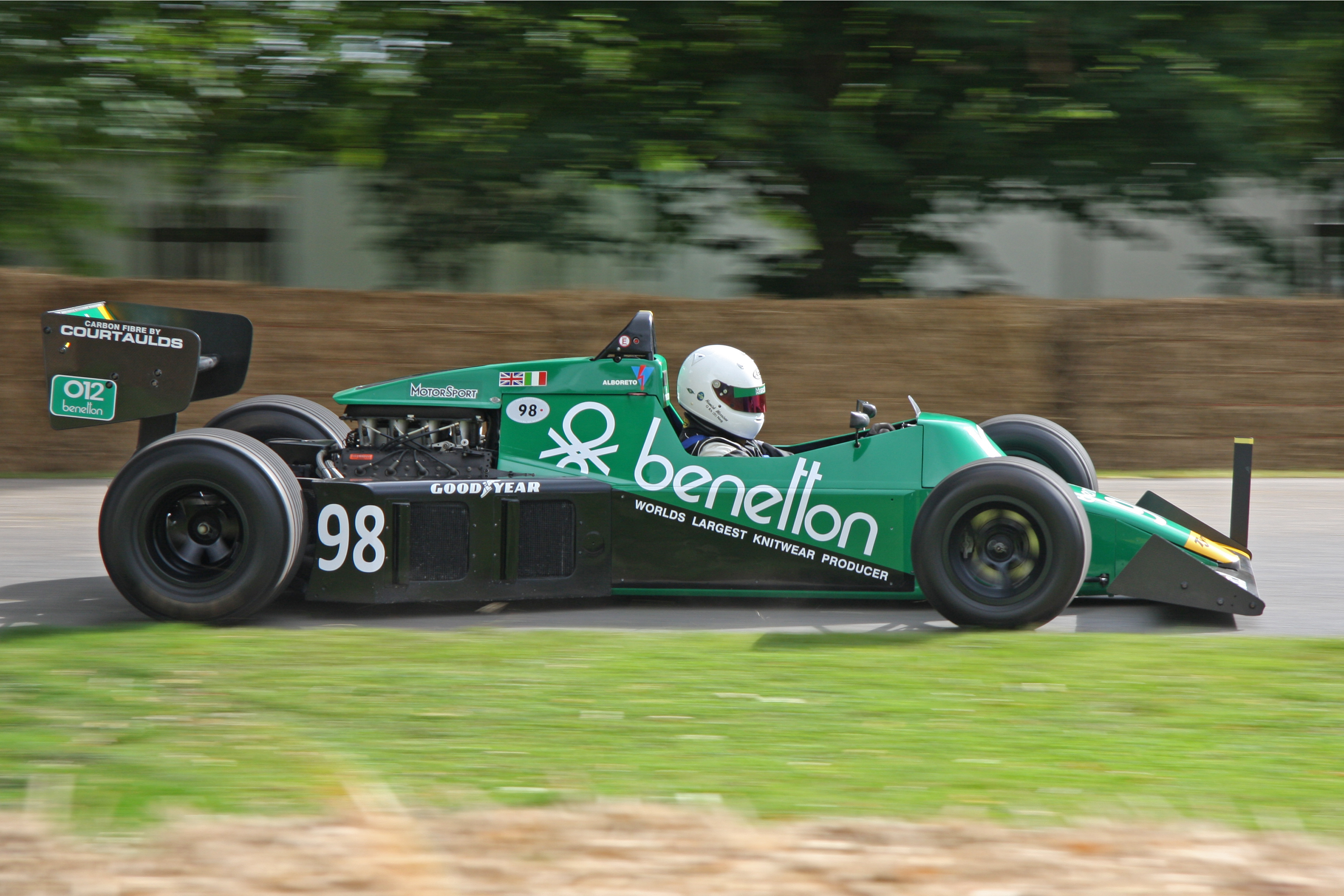
خودرو تایرل در سال ۲۰۰۸
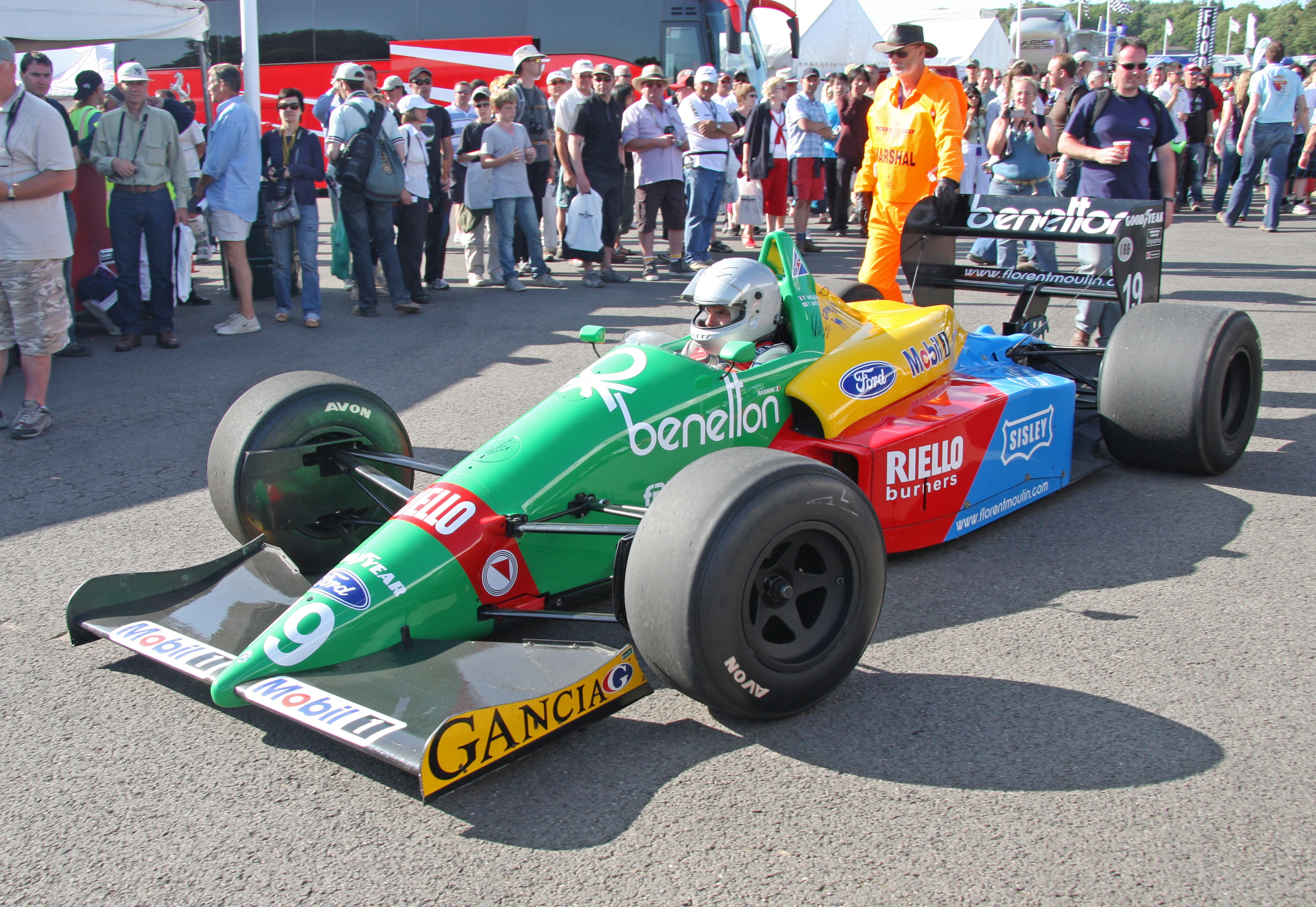
بنتون-فورد بی۱۸۸ سال ۱۹۸۸
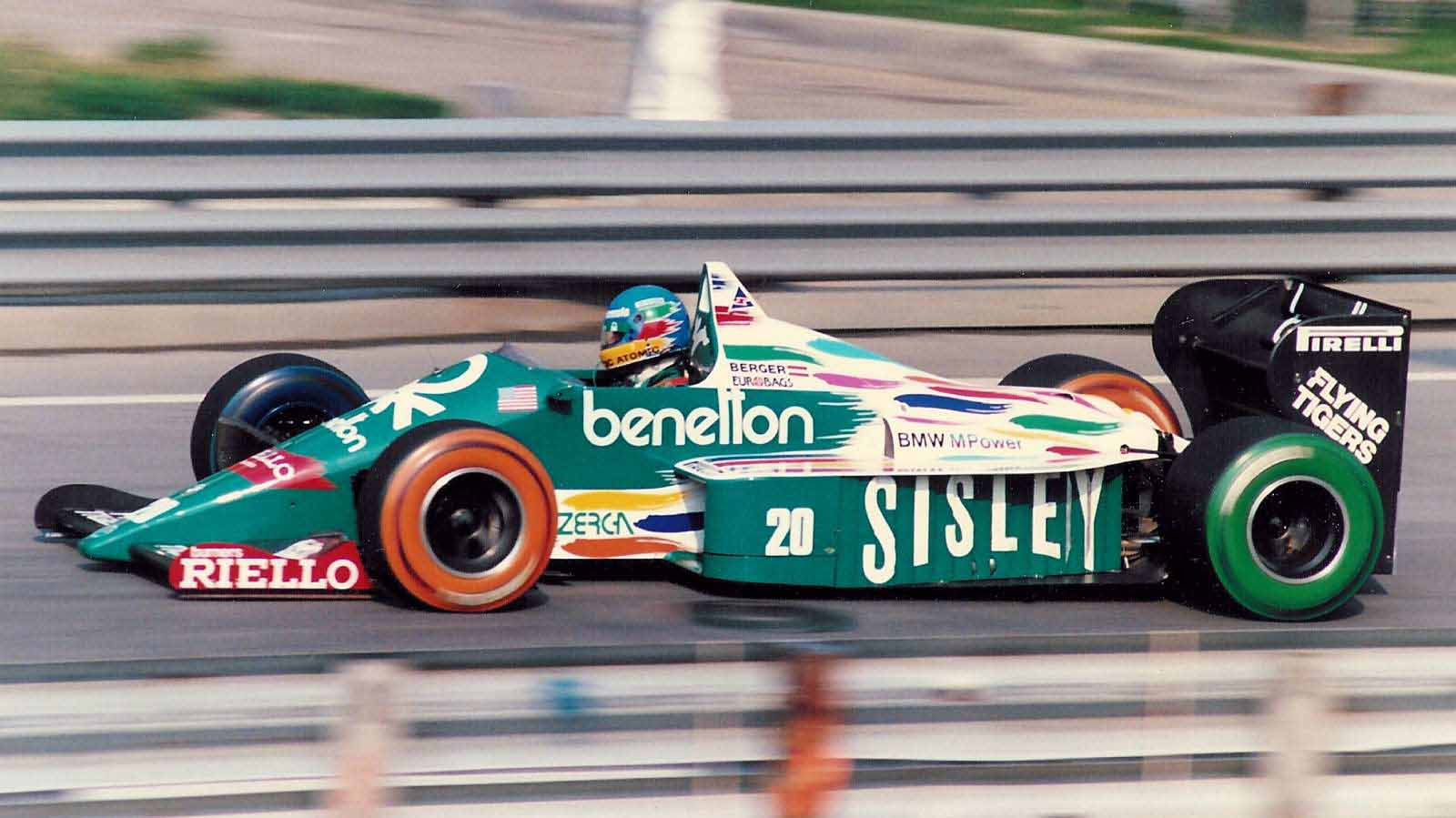
گرهارد برگر دیترویت ۱۹۸۶
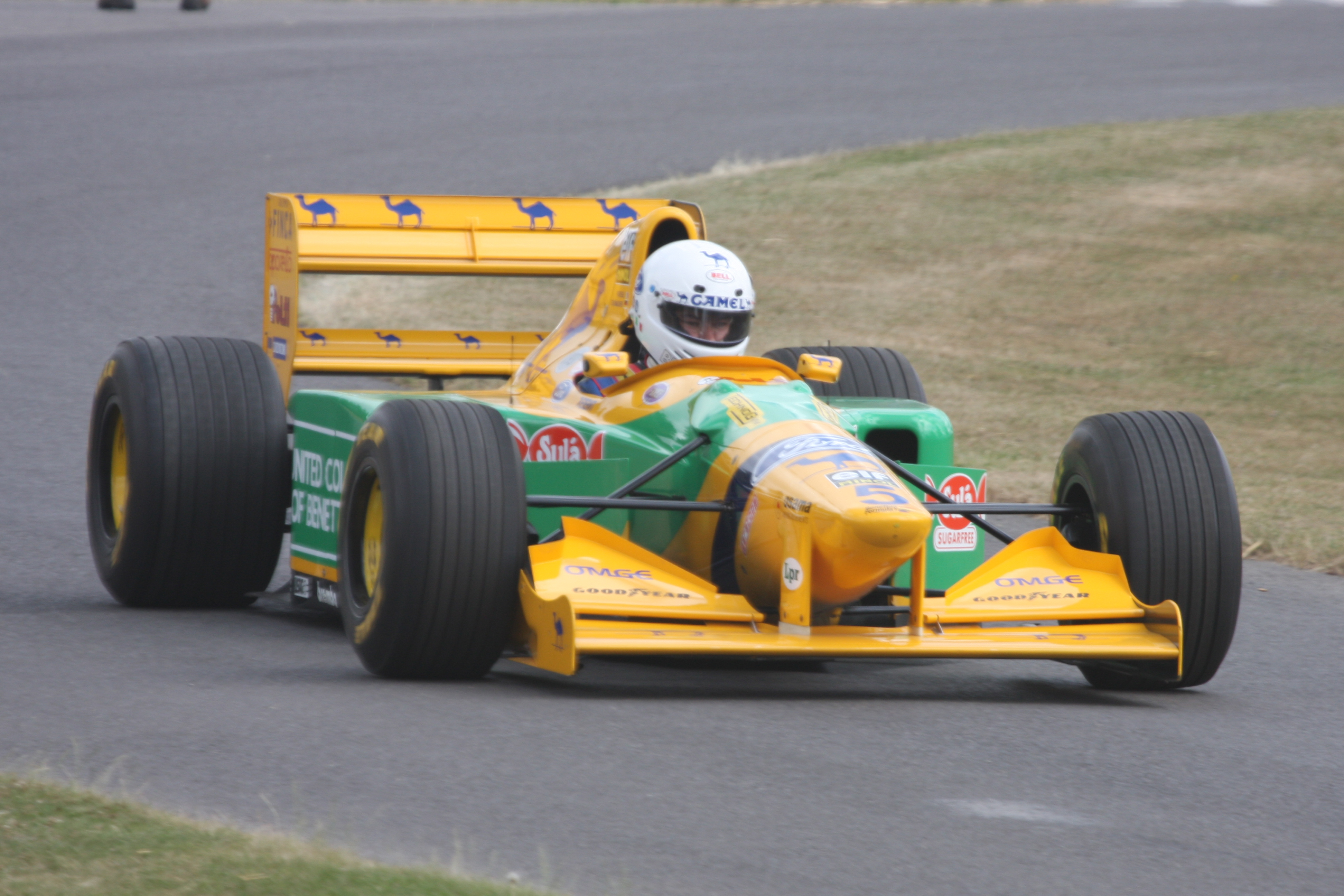
بنتون-فورد بی۱۹۳
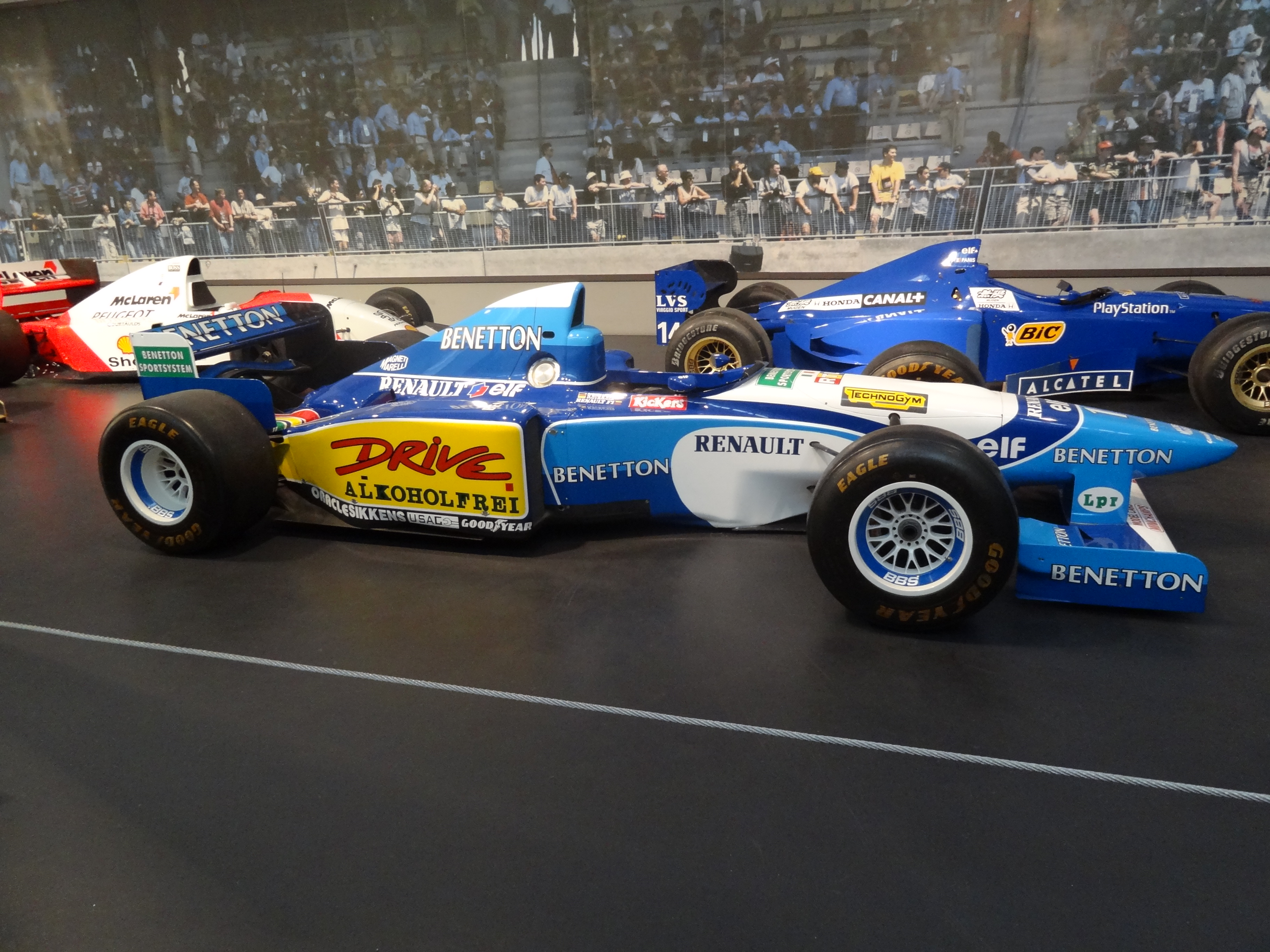
بنتون رنو ۱۹۹۵